# Dimension Zero
Dimension Zero est un groupe suédois de death metal mélodique, originaire de Göteborg. Il est formé en 1995 en tant que projet parallèle du groupe In Flames par ses deux guitaristes d'alors, Jesper Strömblad et Glenn Ljungström.

## Biographie
Le groupe est initialement formé en 1995 sous le nom d'Agent Orange. Il est formé en tant que projet parallèle du groupe In Flames par ses deux guitaristes d'alors, Jesper Strömblad et Glenn Ljungström.. Jocke Gothberg, ancien batteur de Marduk, les rejoindra plus tard comme chanteur, laissant la batterie à Hans Nilsson (ex-Liers in Wait, Diabolique, Crystal Age). Après avoir changé de nom la même année pour Dimension Zero, ils enregistrent et publie une démo intitulée Screams from the Forest en avril 1995,. Le groupe publie un premier album, intitulé Penetrations from the Lost World en 1997, avant de se séparer l'année suivante, en 1998. 
Ils se reforment en 2000, puis publient leur deuxième album, Silent Night Fever en 2002. En janvier 2003, Dimension Zero est annoncé au Party.San Open Air Festival, des 7 et 9 août 2003 organisé à Bad Berka, en Allemagne, aux côtés de groupes comme Behemoth. En avril 2003, le groupe annonce la réédition de son premier album, Penetrations From The Lost World, qui s'accompagnera de chansons exclusives et de cinq chansons live enregistrées pendant leurtournée japonaise en mai 2002. En août 2003, le groupe se sépare du guitariste Glenn Ljungström et cherche un remplaçant. Peu après, ils annoncent leur nouvel album, This is Hell, pour le 13 octobre 2003 au label Regain Records.
À la fin de 2006, ils entrent en studio pour enregistrer leur troisième album, prévu pour 2007. En 2007 sort l'album He Who Shall Not Bleed. Cet album n'est distribué qu'au Japon par le label Toys Factory depuis le 22 août 2007, le groupe cherchant un label pour le reste du monde. Finalement, après la signature d'un contrat de deux albums avec Vic Records en juin 2008, He Who Shall Not Bleed sortira le 15 septembre 2008 en format digipack contenant deux chansons bonus. Un DVD live du groupe filmé à Wacken est prévu pour début 2009. Cependant, le groupe se sépare en 2008.
En mai 2014, une réunion du groupe est annoncée pour le Gothenburg Sound Festival, qui sera organisé en janvier 2015. En novembre 2014, un message vidéo du chanteur Jocke est diffusé sur la page Facebook officielle du festival annonçant que le groupe n'y participera pas pour des « raisons familiales », et qu'il sera remplacé par le groupe de Jesper Strömblad, The Resistance. Le 31 mars 2016, Stromblad annonce le départ de Jocke Gothberg et Daniel Antonsson ; Gothberg sera par la suite remplacé par Andy Solveström, ancien membre de Amaranthe.

## Membres

### Membres actuels
- Jesper Strömblad - basse, guitare (1995-1998, 2000-2008, depuis 2014)
- Hans Nilsson - batterie (1995-1998, 2000-2008, depuis 2014)
- Andreas « Andy » Solveström - chant (depuis 2016)

### Anciens membres
- Fredrik Johansson - guitare (1996-1998)
- Glenn Ljungström - guitare (1996-2003, 2005)
- Jocke Göthberg - voix (1995-1998, 2000-2008, 2014-2016)
- Daniel Antonsson - guitare (2002-2008, 2014-2016)
- Niclas Andersson - basse en session (2007)

## Discographie
- 1997 : Penetrations from the Lost World (réédité en 2003 avec l'ajout d'enregistrements live réalisés lors d'un concert au Japon)
- 2002 : Silent Night Fever
- 2003 : This is Hell
- 2007 : He Who Shall Not Bleed